# Tipperary
Tipperary (en irlandès Tiobraid Árann) és una ciutat pertanyent al comtat homònim en la república d'Irlanda. Té una població de 5.000 habitants al seu entorn urbà. Sovint se la considera com la capital del comtat, però mai no ha estat així. Tipperary del nord i Tipperary del sud, tenen els seus centres administratius a Nenagh i Clonmel respectivament. Tanmateix, té una gran àrea de captació agrícola a l'oest del seu comtat i a l'est amb el comtat de Limerick. Històricament va ser una ciutat mercat amb una certa importància. Encara el 2007 disposa d'una àmplia indústria de fabricació de mantega i processament de llet.

## Situació
La ciutat està situada a la carretera N24 entre Limerick i Waterford. Una estació de ferrocarril segueix una línia de la mateixa ruta i compta amb dos serveis diaris a través de Waterford Cahir, Clonmel i Carrick-on-Suir. Dos trens diaris van també a Limerick Junction que compta amb nombrosos serveis a les ciutats de Cork, Dublín i Limerick. No hi ha servei de trens des de o fins a Tipperary els diumenges. L'estació de tren de Tipperary va obrir el 9 de maig de 1848.